# 미국의 비윤리적 인체 실험
미국에서 인간 피험자를 대상으로 수행되는 수많은 실험은 피험자의 지식이나 사전동의 없이 수행되기 때문에 비윤리적인 것으로 간주된다. 이러한 실험은 미국의 역사 전반에 걸쳐 수행되었지만 일부는 진행 중이다. 실험에는 인간을 다양한 화학 및 생물학 무기(치명적이거나 쇠약하게 만드는 질병 감염 포함)에 노출, 인간 방사선 실험, 독성 및 방사성 화학물질 주입, 수술 실험, 심문 및 고문 실험, 정신을 변화시키는 물질을 포함하는 테스트, 그리고 그 외 다양한 실험. 이러한 검사 중 다수는 종종 "의학적 치료"를 가장하여 어린이, 환자, 정신 장애자를 대상으로 수행된다. 많은 연구에서 피험자의 상당 부분이 가난하거나 소수 인종이거나 수감자였다.
이러한 실험 중 다수는 미국 법을 위반했다. 일부는 미국 질병통제예방센터, 미군, 중앙정보국을 포함한 정부 기관이나 그 불량 요소의 후원을 받거나 군사 활동에 참여하는 민간 기업의 후원을 받았다. 인간 연구 프로그램은 일반적으로 매우 비밀스럽고 의회의 인지나 승인 없이 수행되었으며, 많은 경우 이에 대한 정보는 연구가 수행된 후 수년이 지나서야 공개되었다.
미국 의학 및 과학계에서 이것이 갖는 윤리적, 전문적, 법적 영향은 매우 중요했으며, 이는 미국에서 향후 인간 대상 연구가 윤리적이고 합법적이 되도록 보장하려는 많은 기관과 정책으로 이어졌다. 인간을 대상으로 한 정부 실험의 발견에 대한 20세기 후반 대중의 분노는 1975년 교회 위원회와 록펠러 위원회, 그리고 1994년 인간 방사선 실험 자문 위원회 등을 포함하여 수많은 의회 조사와 청문회를 가져왔다.

## 같이 보기
- 벨몬트 보고서
- 미국의 인권